# Geomys personatus
Geomys personatus là một loài động vật có vú trong họ Chuột nang, bộ Gặm nhấm. Loài này được True mô tả năm 1889.

## Hình ảnh

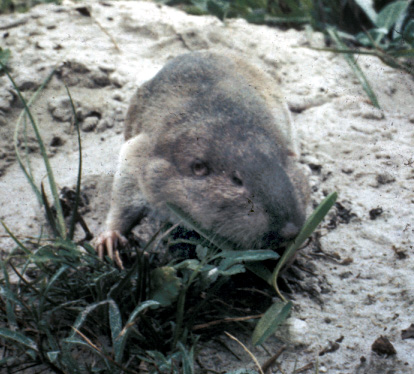
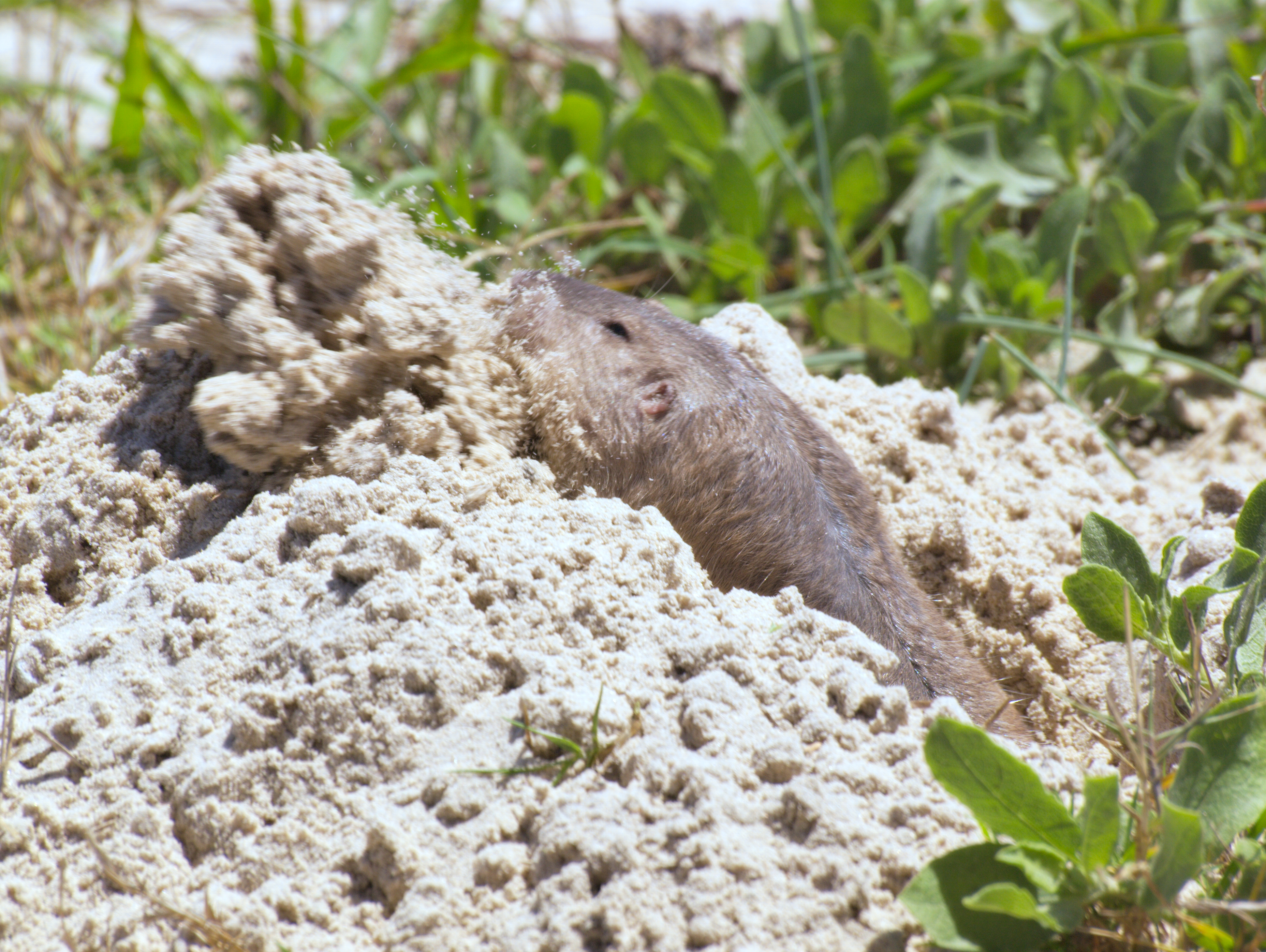